# 安提瓜和巴布達君主
安提瓜和巴布達君主，安提瓜和巴布達的君主称号。安提瓜和巴布達的国家元首，由英國君主兼任。1981年11月安提瓜和巴布達独立后，王位設立，作為英聯邦內的獨立君主國。
安提瓜和巴布達君主为象征的存在，没有实权。通常由安提瓜和巴布達总督代行职务。

## 歷代君主
| 君主         | 肖像 | 徽章 | 就任日期     | 卸任日期     | 備註     |
| ------------ | ---- | ---- | ------------ | ------------ | -------- |
| 伊丽莎白二世 |      |      | 1981年       | 2022年9月8日 | 任內逝世 |
| 查爾斯三世   |      |      | 2022年9月8日 | 現任         |          |